# Open haard

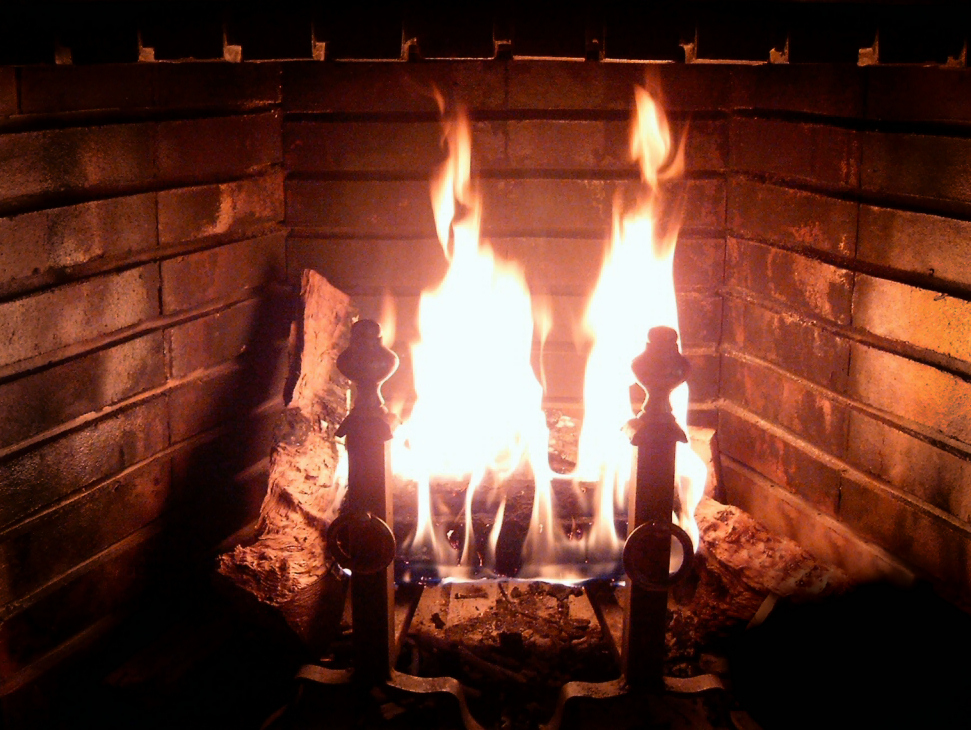
Open haard

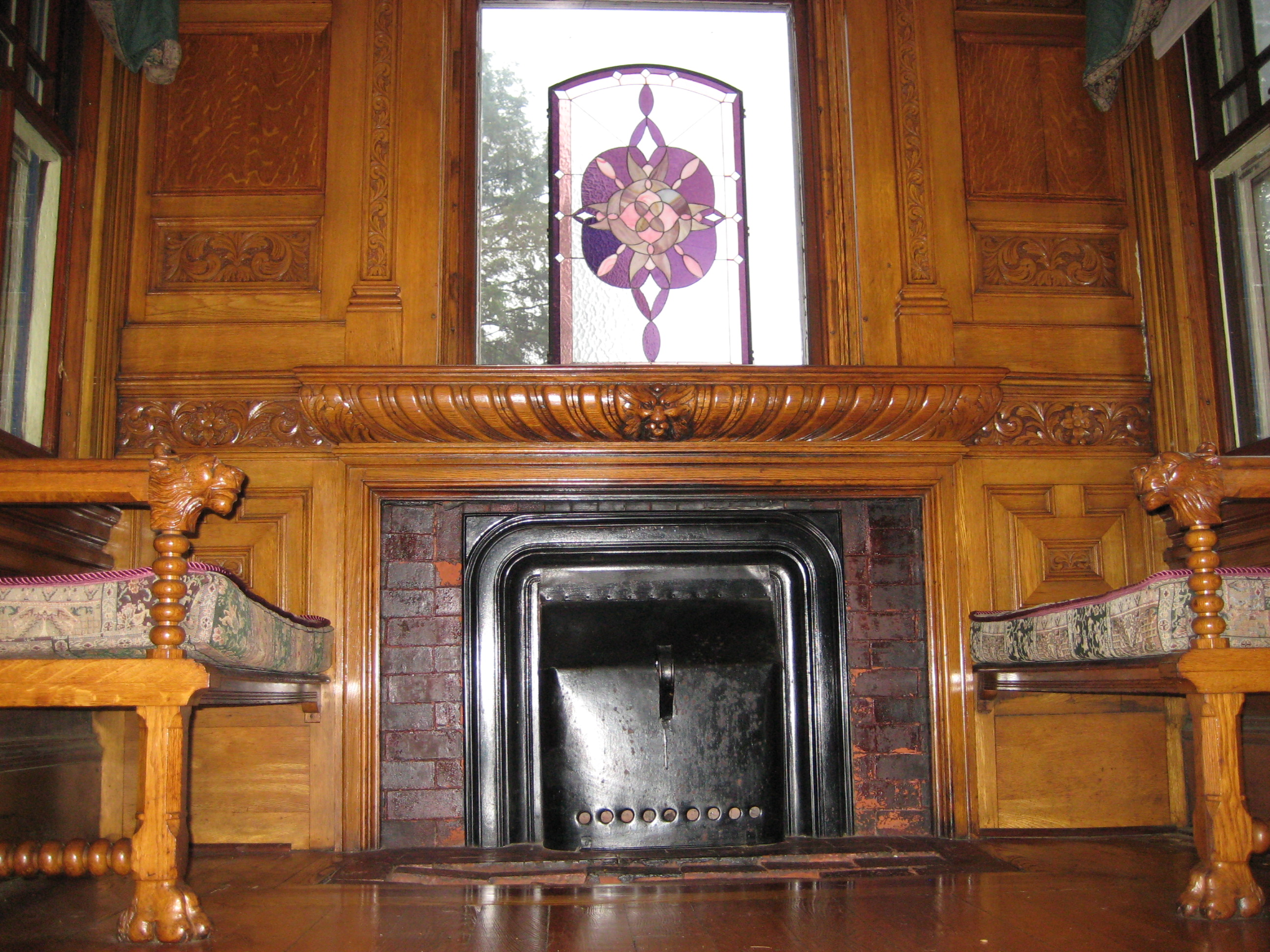
Open haard met schouw en haardplaat

Een open haard is een vuurplaats in huis, primair voor ruimteverwarming, en daarnaast soms nog andere doeleinden dienend, namelijk om voedsel te koken en heet water te bereiden, om voedingsmiddelen te conserveren door te roken, voor verlichting, en om de ventilatie te bevorderen. In de Sinterklaastijd worden door kinderen bij de open haard vaak schoenen gezet in de hoop dat Piet hier door de schoorsteen cadeautjes in gooit.

## Geschiedenis
Reeds sedert het paleolithicum was het open vuur de belangrijkste wijze om een ruimte te verwarmen. Het vuur hield tevens de roofdieren op afstand. Toen men woningen ging bouwen, bestond de stookplaats aanvankelijk uit stenen of -later- een ijzeren vuurplaat waarop de brandstof (hout en, toen dit omtrent de 16e eeuw schaars werd, ook turf) werd gestapeld. De rook ontsnapte door een gat in het dak. Daar de huizen voornamelijk uit hout opgetrokken en rietbedekt waren, leidde dit systeem, en met name de daardoor veroorzaakte vonken, vaak tot brand.
Met de komst van stenen gebouwen en huizen deed de schoorsteen zijn intrede. De stookplaats was nu tegen de muur gelegen en de rook werd door een wijde kap afgevoerd. Naast de vuurplaat op de bodem werd nu ook de haardplaat ingevoerd, die verticaal achter het vuur werd opgesteld. In de schouw was meestal een haardhaal bevestigd, waaraan een pot of ketel kon worden opgehangen.
Een volgende verbetering was de stapeling van de brandstof op een metalen rooster of vuurkorf. Hierdoor viel de as uit de brandhaard en kon het vuur beter branden. Eventueel kon het vuur aangewakkerd worden met een blaasbalg en kon de zuurstoftoevoer verder worden verbeterd door af en toe te poken. Ook het stoken van steenkool behoorde hiermee tot de mogelijkheden. Onder het rooster werd de as opgevangen in een aspot. Omdat de rookontwikkeling door deze verbeteringen sterk was verminderd kon men het rookkanaal nu ook minder wijd maken. Aldus ontstond de schoorsteenmantel, waarop gewoonlijk een aantal siervoorwerpen zoals borden, werden geplaatst.
De open haarden werden geprezen vanwege de sterke ventilatie die deze teweegbracht. Het rendement was echter uitzonderlijk laag, slechts 10%, aangezien de meeste warmte door de schoorsteen ontsnapte. Ook was de meeste warmte directe stralingswarmte. Dit betekende dat men dicht bij het vuur moest zitten, waarbij men aan de vuurzijde te warm werd, terwijl de van het vuur afgewende zijde koud bleef, evenals de ruimte waarin het vuur was aangebracht. Een reden waarom men ook vaak een stoof benutte om de voeten te verwarmen.
Om aan deze nadelen het hoofd te bieden werd de kachelhaard ontwikkeld, waarbij een metalen omhulsel, dat nog open was aan de voorzijde, de brandhaard omsloot. Met een klep kon de luchttoevoer en aldus het verbrandingsproces geregeld worden. Door warmte-overdracht aan de lucht kon een circulatieproces binnen de te verwarmen ruimte op gang gebracht worden, waardoor de warmte gelijkmatiger werd verwarmd. Ook was de straling van het metaal aangenamer dan de rechtstreekse straling van het vuur. Uiteindelijk ontstond ook de kachel, waarbij het verbrandingsproces geheel omsloten was, en de centrale verwarming, waarbij een centraal opgestelde verwarmingseenheid werd toegepast en de verwarming door middel van radiatoren werd overgedragen.
Reeds einde 19e eeuw begon men hier en daar de gezelligheid van de open haard te waarderen en, naarmate moderner vormen van verwarming hun intrede deden, werd de open haard meer en meer tot een luxe-artikel dat geenszins de belangrijkste warmtebron in de woning meer was. In plattelandsgebieden waar voldoende hout voorhanden is, kan een open haard tot op de dag van vandaag bovendien bijdragen aan brandstofbesparing.

## Werking
Een open haard heeft een rendement van ca 10-15 %, wat betekent dat 85 tot 90 % van de warmte via de schoorsteen verloren gaat. Ten opzichte van een gewone kachel gebruikt een open haard veel lucht en is de temperatuur van het vuur relatief laag waardoor geen 'schone' verbranding kan plaatsvinden. De verwarming door een open haard kan worden verbeterd door gebruik te maken van een haardplaat, dit is een ijzeren plaat (meestal van gietijzer) achter de haard. De haardplaat neemt de warmte op en straalt deze weer uit, hierdoor zorgt de haardplaat voor een zachte, aangename warmte. Hoe dikker de plaat, hoe sterker de werking. De efficiëntie van een open haard kan met een haardplaat tot 50% verbeterd worden. Voor het verwarmen van een kamer gebruikt men tegenwoordig meestal een centrale verwarming, de open haard is een aanvulling. De combinatie van centrale verwarming en open haard is eerder regel dan uitzondering. Boven een open haard bevindt zich vaak een schouw. Vaak wordt bij open haarden onderscheid gemaakt tussen inbouwhaarden en inzethaarden. Inbouwhaarden worden zoals de naam al zegt ingebouwd in een schouw, terwijl inzethaarden vaak worden geplaatst in een bestaande schouw, zonder al te veel sloop en metsel werk. Tegenwoordig zijn er ook veel houthaarden met een deur of ruit.
Bij een open haard moet de schoorsteen regelmatig geveegd worden door een schoorsteenveger, om schoorsteenbrand te voorkomen. Eén keer per twee jaar is gebruikelijk. Ook is bij een echte open haard het gebruik van een gek op de schoorsteen aan te raden. De gek is een draaibare kap op een schoorsteen die zich door een windvaan richt op de wind. Hierdoor trekt de schoorsteen beter en verdwijnt de rook sneller.

## Brandstof
'Echte' open haarden branden op hout of haardblokken die bestaan uit samengeperst zaagsel en paraffine. Haardblokken branden langer dan houtblokken en geven meer warmte af. Er zijn ook open haarden die op gas of elektriciteit werken (met of zonder afstandsbediening). Deze gas of elektrische haarden hebben enkele nagemaakte boomstronken die lijken te branden als de haard aan staat. Ook worden er videobanden en dvd's verkocht waarop een brandende open haard is opgenomen, zodat de televisie lijkt op een open haard. Dergelijke filmpjes zijn ook te vinden op YouTube voor gebruik op een Smart-tv.

## Milieu
Bij de verbranding van hout in open haarden komen chemische stoffen vrij, zoals fijnstof, koolmonoxide, vluchtige organische stoffen en PAK’s. Deze stoffen kunnen belastend zijn voor het milieu en gezondheidsklachten veroorzaken. De haarden moeten daarom aan strenge Europese regelgeving voldoen. Zo moeten ze een minimaal rendement hebben en zijn regels opgesteld voor het stoken die de emissie beperkt kunnen houden. In de praktijk is de rook van een open haard vaak toch vervuilend. De oorzaak daarvan kan gelegen zijn in gebrek aan stookkennis, slechte kwaliteit van de kachel of inferieure brandstof zoals nat of geverfd hout.